# Neolithicum in Europa
Het Neolithicum in Europa volgde op het Mesolithicum in Europa. Het is de periode waarin landbouw en veeteelt zich over het continent verspreidden. Dit gebeurde in eerste instantie door migratie uit het Midden-Oosten. DNA-onderzoek heeft aangetoond dat slechts één populatie, de vroege Europese landbouwers (Early European Farmers, EEF), tijdens het vroege Neolithicum het grootste deel van Europa koloniseerde. Genetisch stond deze zeer dicht bij de huidige Zuidwest-Europeanen en met name bij de moderne Sardijnen. Oorspronkelijk waren ze afkomstig uit het oude Nabije Oosten, waar de toenmalige neolithische populatie echter sterk verschilde van de huidige bevolking.
Tijdens hun migratie vermengden ze zich vrijwel niet met de oorspronkelijke mesolithische bevolking, welke grotendeels werd verdrongen. Deze westelijke jagers-verzamelaars, die in afgelegen gebieden overleefden, zouden pas tijdens het midden- en late Neolithicum een kleine opleving beleven, en zich daarna geleidelijk met de vroege landbouwers vermengen. Deze overname van de neolithische levenswijze gebeurde slechts zeer geleidelijk en nog tot in de IJzertijd waren er plaatselijk bevolkingsgroepen met een in essentie mesolithische levenswijze.
Volgens het klassieke drieperiodensysteem eindigde het Neolithicum met het begin van de Bronstijd. Tijdens de laatste periode van het Neolithicum, de zogenaamde Kopertijd, ziet men echter al nieuwe migraties, nu vanuit de Pontisch-Kaspische Steppe, en een begin van de ingrijpende maatschappelijke veranderingen van de Bronstijd in Europa.

## Culturen

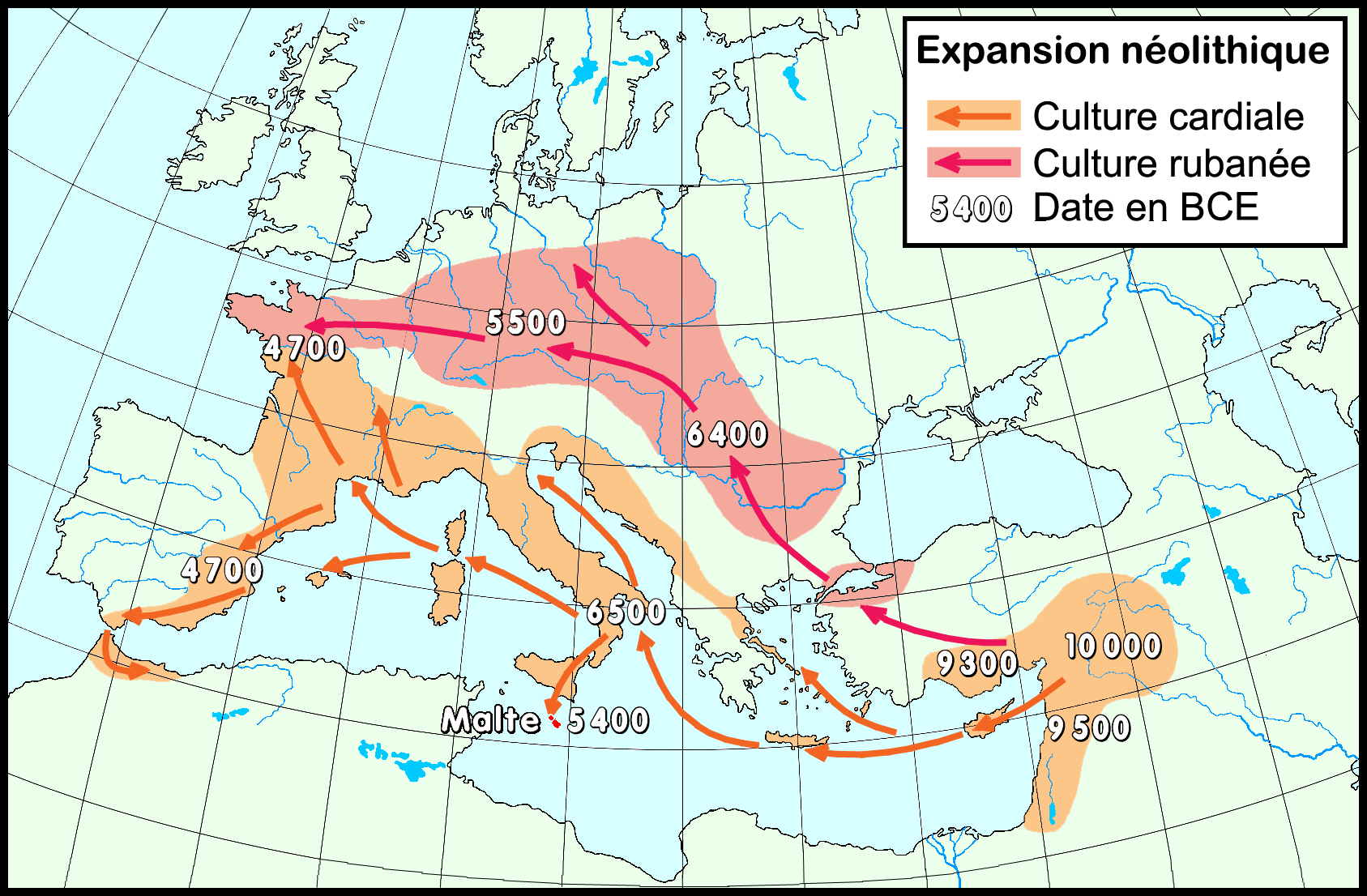
Cardiaal-impressoculturen
Bandkeramiekculturen

Het Europese Neolithicum is een mozaïek van culturen, welke men meestal onderscheidt door de vormen en decoraties van hun aardewerk. In hun geografische en chronologische uitbreiding zijn ze zeer variabel, met zeer gevarieerde levenswijzen en sociale organisaties in de verschillende periodes en regio's. Sommige culturen kenmerkten zich door de ontwikkeling van grote agrarische nederzettingen, anderen omvatten pastorale (herders)gemeenschappen met slechts geringe landbouw.
Naast deze volledig neolithische samenlevingen waren er mesolithische gemeenschappen van jagers en vissers, die aardewerk gingen produceren en een marginale vorm van landbouw begonnen te beoefenen. Men spreekt hier van subneolithische culturen, welke zich met name in Noord-Europa nog lang staande konden houden.
Ondanks de grote verschillen in ontwikkeling tussen de Europese neolithische culturen vallen er toch twee hoofdstromingen te onderscheiden. De eerste omvat de cardiaal- of impressoculturen, welke zich over het grootste deel van de Middellandse Zeeregio verspreidden. De tweede omvat de vroege Donauculturen en de bandkeramische en verwante culturen van continentaal Europa.

### Cardiaal- of Impressoculturen

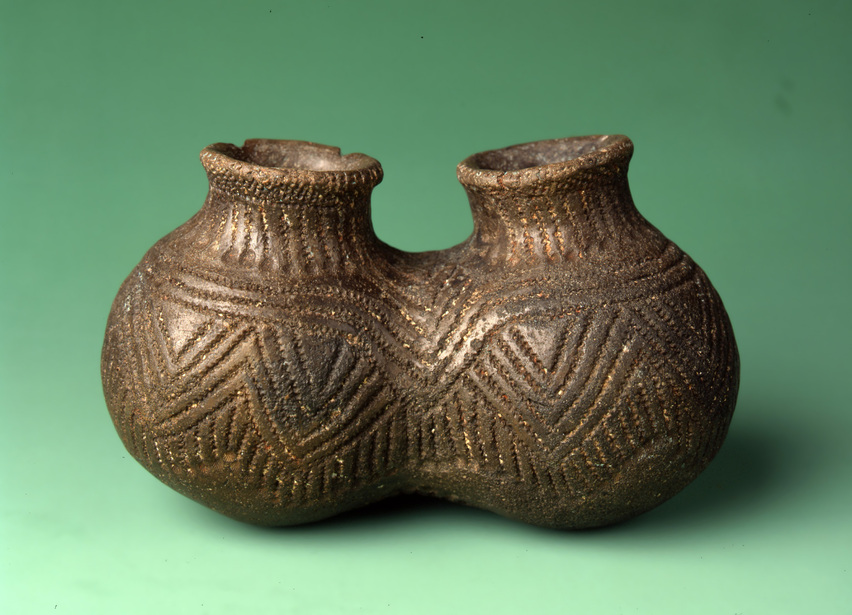
cardiaal-impressokeramiek uit Spanje

De Cardiaal- of Impressoculturen zijn vernoemd naar de wijze van decoratie van hun aardewerk, welke bestond uit indrukken van kokkels (Cardium edule) en dergelijke. Dit type keramiek vond haar oorsprong in het West-Azië van de tweede helft van het 6e millennium vóór de jaartelling. Dit keramiek wordt daarna op verschillende sites aan de Egeïsche Zee gevonden, zoals bij Sidari op Korfoe aan de westkust van Griekenland (6200 v.Chr.), en daarna van de Dalmatische kust en Italië, Zuid-Frankrijk tot aan Catalonië (omstreeks 5800 v.Chr). In het centraal- en West-Mediterrane gebied vertegenwoordigt dit aardewerk de oudste neolithische sites, met tekenen van landbouw en veeteelt. De migratie vond waarschijnlijk over zee plaats, gezien de verspreiding in de kustgebieden en eilanden van Zuid-Europa en enige plaatsen aan de kust van Noord-Afrika.
Via de Rhonevallei verspreidden de post-cardiale culturen zich naar het noorden tot in het huidige België en de Britse Eilanden.

### Donauculturen

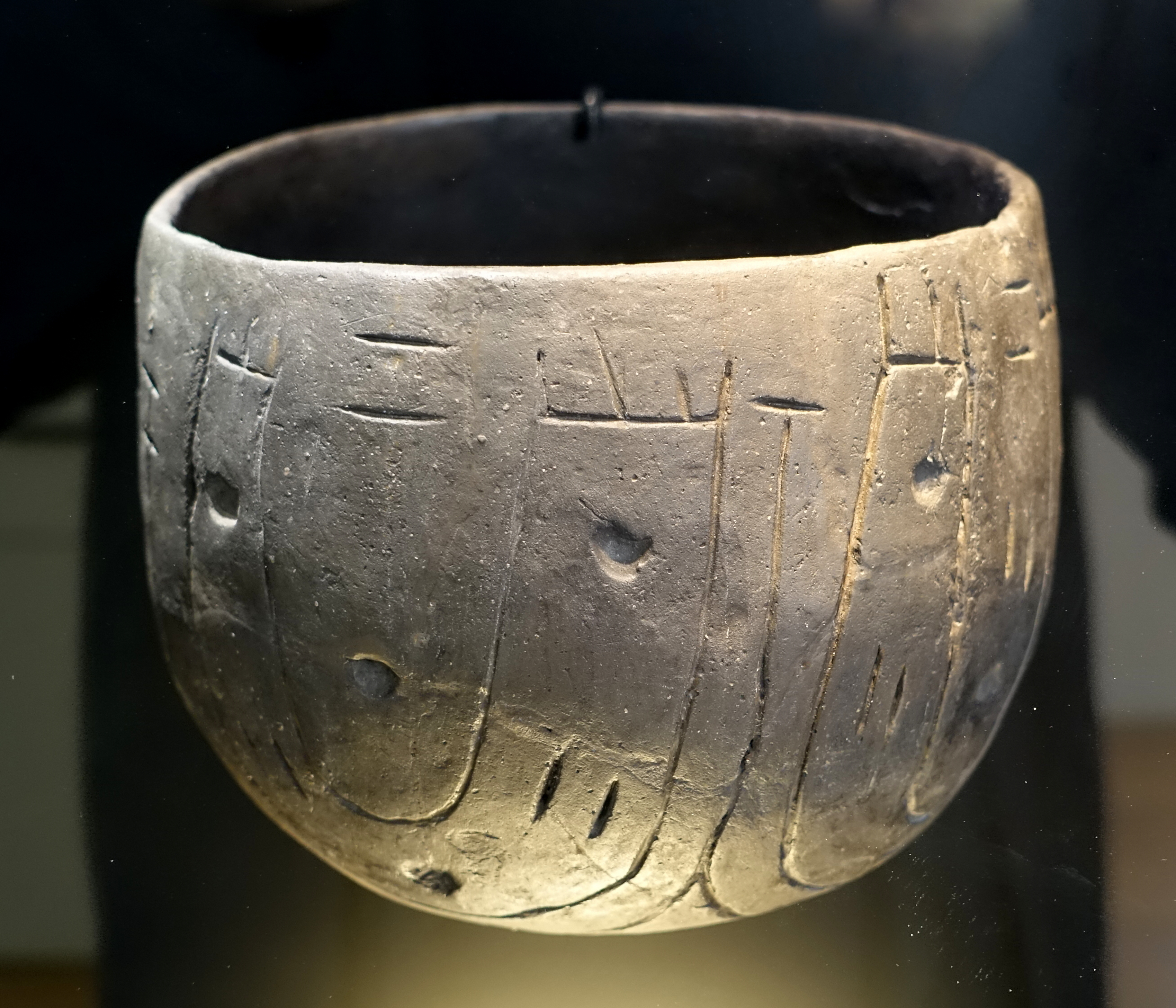
bandkeramiek uit Duitsland

De Donaustroming omvat met name de uitbreiding westwaarts van de bandkeramiekculturen, zo genoemd wegens de  bandvormige decoraties van hun keramiek. 
De stroming vindt haar oorsprong in de vroege neolitische culturen van het Balkanschiereiland. Men vindt bandkeramiek vergezeld van landbouw en veeteelt in het westen tot in het Bekken van Parijs (omstreeks 5000 v.Chr.).

### Subneolithische culturen

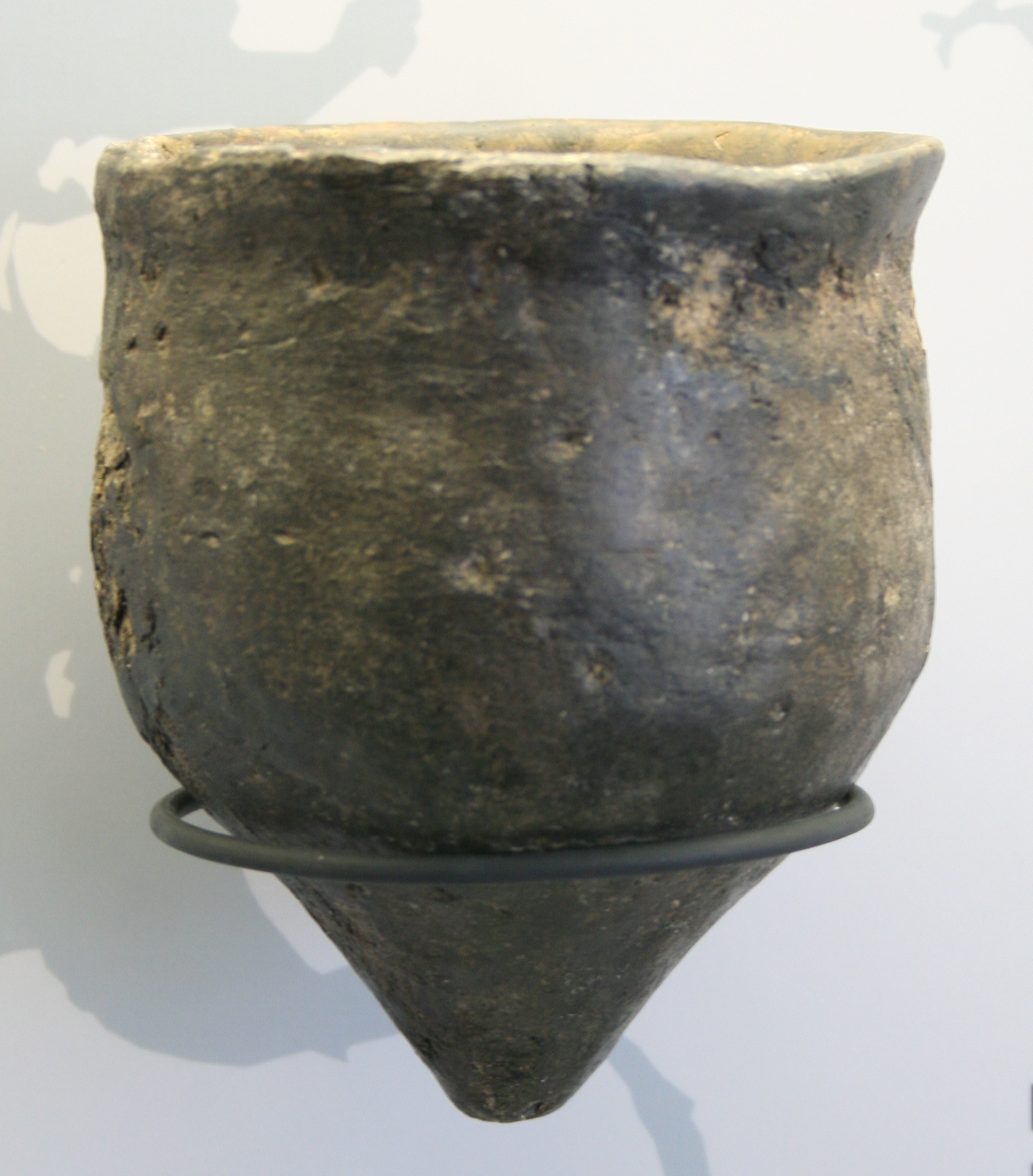
aardewerk van de Ertebøllecultuur

Ondanks dat hun leefgebied steeds verder werd ingeperkt lijkt de oorspronkelijke mesolithische  bevolking maar weinig aangetrokken te zijn door de neolithische levenswijze. Met zijn zwaar en eentonig werk en eenzijdig dieet maakte deze weliswaar een grotere bevolkingsdichtheid mogelijk, de gemiddelde jager-verzamelaar was echter gezonder en had een vrijer leven. Geleidelijk nam de mesolithische bevolking wel enige neolithische technieken over, zoals het gebruik van aardewerk en een beperkte mate van landbouw. Met name in Noord-Europa konden deze subneolithische gemeenschappen zich nog lange tijd handhaven, vaak in hetzelfde gebied naast de neolithische nieuwkomers.
Belangrijke subneolithische culturen in Europa zijn de kamkeramiekculturen in het noordoosten, ontstaan onder invloed via Siberië van de vroege Oost-Aziatische keramiek, en de Ertebøllecultuur van Denemarken, Zuid-Scandinavië en Noord-Duitsland. In Zuid-Rusland was de Jelsjankacultuur een van de vroegste aardewerk-producerende culturen van Europa. In Nederland is de Swifterbantcultuur bekend.

### Oost-Europa en de opkomst van de Indo-Europeanen
Op de Pontisch-Kaspische steppe in het uiterste oosten van Europa vindt men al vroeg subneolithisch aardewerk. Het aardewerk van de Jelsjankacultuur in het Beneden-Wolgagebied is, afhankelijk van welke datering men accepteert, mogelijk het oudste van Europa. Het geheel eigen karakter hiervan toont aan, dat dit niet rechtstreeks overgenomen maar eerder geïnspireerd was door vroege neolithische culturen van de Kaukasus of Centraal-Azië. Een significante migratie uit het zuiden lijkt niet plaats gevonden te hebben. De bevolking volgde nog een mesolithische levenswijze, waarbij onder andere op wilde paarden gejaagd werd.
Geleidelijk begon men enige mate van landbouw te beoefenen. Het klimaat was echter meer geschikt voor veeteelt. Runderen, schapen, maar ook paarden werden gehouden, en bij de Samaracultuur heeft men aanwijzingen gevonden dat deze paarden ook bereden werden.
De Samaracultuur werd in ruwweg hetzelfde gebied opgevolgd door de Chvalynsk- en jamna-culturen. Onder invloed van de ciskaukasische Majkopcultuur kende deze laatste al het gebruik van brons. Geholpen door het paard als rijdier begonnen de dragers van deze cultuur een expansie, waarbij de Indo-Europese talen over een groot gebied verspreid werden.

## Megalieten
Het Neolithicum is in Europa de tijd van de megalithische monumenten. Hoewel de functie van deze niet altijd duidelijk is, gaat het in de meeste gevallen om plaatsen waar de overledenen collectief werden begraven of bijgezet. Dit geldt bijvoorbeeld ook voor Stonehenge, waar aangetoond is, dat er over een lange periode menselijke resten werden begraven. Genetisch onderzoek heeft aangetoond dat het hier ging om neolithische immigranten uit het zuiden.
Gemeenschappen die een nog weinig ontwikkelde vorm van landbouw beoefenden leefden vaak in semi-permanente nederzettingen, die verplaatst werden als de grond uitgeput raakte. Een over langere periode gebruikt megalithisch grafmonument functioneerde als een vast orientatiepunt en versterkte de saamhorigheid van de bevolking. De meeste megalieten vindt men dan ook in West-Europa in  het gebied van de post-cardiale culturen. De Donauculturen beoefenden een meer ontwikkelde vorm van landbouw met meer permanente nederzettingen, waardoor opvallende grafmonumenten van minder belang waren.
De Noord-Europese trechterbekercultuur kwam weliswaar voort uit de bandkeramiekcultuur, maar bezat vanwege het minder gunstige klimaat slechts semi-permanente nederzettingen. Onder invloed van de Westeuropese culturen ontstonden hier de hunebedden en verwante grafvormen.
Met de komst van de Indo-Europeanen in de Kopertijd ging men toenemend over op individuele begraving, bij vooraanstaande personen voorzien van een grafheuvel. De megalithische graven verloren hun oorspronkelijke betekenis, maar behielden soms nog wel een bepaalde sociale of religieuze functie.

## Verspreiding van het Neolithicum in Europa
Er bestaat tegenwoordig een consensus over de Zuidwest-Aziatische oorsprong van het Europese Neolithicum.
Wetenschappers zagen aanvankelijk de grote verschillen tussen de materiële cultuur van neolithische groepen in West-Europa en die in het Nabije Oosten. De gedomesticeerde dieren- en plantensoorten hadden ook in veel Europese regio's wilde verwanten, dus lokale domesticatie zou ook mogelijk zijn. Er zijn gebieden waarin de overgang van een mesolithische manier van leven naar een neolithische geleidelijk lijkt te zijn gegaan. Zo waren er gemeenschappen die keramiek bezaten, maar nog steeds uitsluitend leefden van jagen en verzamelen.
De veronderstelde aanwezigheid in Europa van plantensoorten die mogelijk overeenkwamen met gedomesticeerde soorten werd later grotendeels in twijfel getrokken. Genetische analyses toonden aan dat de huisdieren en plantensoorten op de oudste neolithische locaties in Europa uit West-Azië kwamen. Er kan hooguit sprake geweest zijn van gedeeltelijke hybridisatie tussen soorten die elders gedomesticeerd zijn en Europese wilde soorten, bijvoorbeeld tussen runderen en oerossen. Ten slotte is in de meeste regio's de overgang naar het Neolithicum niet geleidelijk maar plotseling, wat niet overeenkomt met een lokale ontwikkeling, omdat een lokaal proces van domesticatie van planten en dieren noodzakelijkerwijs vrij langdurig zou zijn geweest.
De rol van de laatste jager-verzamelaars lijkt per regio sterk te variëren. Deze was waarschijnlijk marginaal in bijvoorbeeld Griekenland of Zuid-Italië, en belangrijker voor ten minste een deel van Noord- en Centraal-Europa.

## Genetisch onderzoek
In de jaren 2010 vond een revolutie plaats in de studie van oud DNA. Het was nu mogelijk om middels DNA-sequentie met toenemende efficiëntie en opbrengst het volledige genoom te onderzoeken, waardoor deze techniek toegankelijk werd voor de archeologie. Het autosomale DNA biedt een onuitputtelijke schat aan informatie over de genetische kenmerken van individuen, en maakt het uiteindelijk ook mogelijk om de mate van genetische verwantschap tussen oude en moderne populaties nauwkeurig vast te stellen. Hierdoor kan men de geschiedenis van migraties bepalen, en welke vermengingen hebben geleid tot de huidige populaties.
Tussen 2010 en 2012 werd het genoom van Ötzi de ijsman gesequenteerd. Deze bevroor circa 5.300 jaar geleden, dat wil zeggen aan het einde van het Europese Neolithicum, in een Alpengletsjer. Ötzi toonde voor het eerst de grote verwantschap tussen de oude Europese bevolking van het Neolithicum en de huidige populaties in Zuidwest-Europa en met name Sardinië, dat een refugium lijkt te zijn waar de oude neolithische bevolking tot vandaag heeft overleefd. De Y-haplogroep G2a2b bevestigt deze relatie. Deze haplogroep, tegenwoordig een minderheid in Europa, was tijdens het Europese Neolithicum het meest voorkomend, en is nog steeds zeer algemeen in Corsica en Sardinië.
Een belangrijke bevinding was dat alle monsters van Europese boeren uit het Vroeg- en Midden-Neolithicum, zowel uit Hongarije (Starčevo-Köröscultuur), Duitsland (Bandkeramiek), Spanje (Cardiaalcultuur en navolgers) als Zweden (Trechterbekercultuur) en Ierland, genetisch zeer op elkaar leken en heel vergelijkbaar met Ötzi waren. Ze vormden één enkele genetische populatie (cluster), de Early European Farmers, welke verrassend veel leek op de bevolking van het huidige Sardinië, en meer algemeen dicht bij de bevolking van het huidige Zuidwest-Europa stond. Deze populatie was genetisch zeer verschillend van de oude jagers-verzamelaars van het Mesolithicum, welke laatstgenoemden zich echter deels naast hen handhaafden. Deze EEF-populatie werd gezien als ontstaan door vermenging van twee initiële populaties: de inheemse jager-verzamelaars en de boeren uit het Midden-Oosten.
Met de toename van het aantal beschikbare monsters werd in 2015 vastgesteld dat de Europese neolithische boeren een zeer homogene bevolking vormden, en dat de twee belangrijkste stromingen van neolithisch Europa, de Donauculturen en de cardiaal-impressoculturen, hun oorsprong vonden bij een enkele kolonistenbevolking van dezelfde gemeenschappelijke bron, die bijna zonder vermenging met de jager-verzamelaars die zij tegenkwamen het grootste deel van Europa veroverde. Als er vermenging met de oude jager-verzamelaars geweest was, zou deze eerder in de Balkan plaatsgevonden hebben, nog voor de scheiding van de twee grote stromen.
In 2015 kwamen ook de eerste monsters van het Neolithicum van het Midden-Oosten beschikbaar, meer bepaald uit Anatolië. Verrassend genoeg vertoonden deze een zeer grote genetische afstand tot de huidige populatie van het Midden-Oosten. Deze laatste is dan ook het resultaat van recentere migraties en bevolkingsvervangingen aldaar. De neolithische bevolking van Anatolië stond daarmee veel dichter bij de hedendaagse Europeanen, en was met name nauw verwant aan de Europese neolithische boeren, welke op hun beurt erg op de huidige Sardijnen leken. Dit bevestigt ook de oostelijke oorsprong van de EEF's. Toen ze Europa binnenkwamen, ondergingen deze eerste boeren maar een beperkte vermenging (7 tot 11%) met Europese jagers-verzamelaars voordat ze een groot deel van Europa koloniseerden en bevolkten.
Er is daarnaast een genetische discontinuïteit tussen deze oude populatie van het Neolithicum en de huidige populatie van Europa. Deze wordt voornamelijk toegeschreven aan de komst van de Indo-Europeanen uit de steppen van Oost-Europa.

### Indo-Europese migratie
Aan het eind van het Neolithicum, tijdens de Koper- en Bronstijd, was er een nieuwe migratie, nu van Indo-Europeanen uit de steppen van Oost-Europa. Deze mengden zich in heel Europa met de neolithische EEF-populatie, waarbij in essentie de huidige Europeanen ontstonden.
De nog beperkte gegevens over de Y-haplogroepen van de oude populaties suggereren dat de haplogroep R1b, die rond de helft van de mannelijke lijnen in West-Europa vertegenwoordigt, niet met de neolithische boeren, maar met de Proto-Indo-Europeanen zou kunnen worden geassocieerd, die in de Koper- en Bronstijd uit Oost-Europa kwamen en een groot deel van de mannelijke neolithische bevolking zouden hebben vervangen. Nog later, tijdens de IJzertijd of vroege Middeleeuwen, volgde nog een migratie van de verwante haplogroep R1a naar Oost-Europa, mogelijk gerelateerd aan Scythisch-Iraanse volkeren.
Concluderend ondersteunen deze resultaten een Europese prehistorie onderbroken door twee grote migraties. Eerst de komst van de eerste boeren in het vroege Neolithicum uit het oude Nabije Oosten, en vervolgens in het late Neolithicum de komst van Westelijke Steppeherders. Hierbij zijn de huidige Zuid-Europeanen dichter bij de voormalige neolithische boeren en de voormalige bevolking van het Nabije Oosten gebleven.
De invloed van de oude mesolithische jager-verzamelaars is nog het sterkst aanwezig in Noord-Europa. Zo lijkt de moderne bevolking van Nederland nog grotendeels van hen af te stammen. Alle huidige Europeanen delen echter een gemeenschappelijke erfenis van deze twee basispopulaties. Daarnaast is de invloed van de Indo-Europese steppevolken door hun grote mobiliteit over een groot deel van Europa zichtbaar.